# František Boleloucký
Ing. RTDr. František Boleloucký (6. ledna 1896 Lovčičky – 21. června 1942 Kounicovy koleje) byl český pedagog a odbojář z období druhé světové války popravený nacisty.

## Život

### Před druhou světovou válkou
František Boleloucký se narodil 6. ledna 1896 v Lovčičkách na Vyškovsku v početné rodině učitele Františka Bolelouckého a Mariany, rozené Dolákové. Vychodil obecnou školu a studoval na nižším gymnáziu v Bučovicích, poté vystudoval Zemskou střední hospodářskou školu v Přerově, kde maturoval v roce 1914. Krátce pracoval jako lesní adjunkt, po vypuknutí první světové války byl povolán do c. a k. armády a bojoval na srbské a italské frontě. Po návratu učil na zimních hospodářských školách v Jaroměřicích nad Rokytnou, v Boskovicích a v Dačicích, kde se stal ředitelem. Při zaměstnání vystudoval vysokou školu zemědělskou v Brně. Od roku 1927 působil jako ředitel zemědělské školy v Židlochovicích, kde byl i politicky a veřejně činným., mj. byl činovníkem Sokola. V roce 1928 se oženil s Markétou Schönovou, manželům se ještě před svatbou v roce 1927 narodila dcera Drahomíra vdaná Cyklová.

### Druhá světová válka
Po německé okupaci v březnu 1939 vstoupil František Boleloucký do protinacistického odboje a stal se velitelem Obrany národa pro tehdejší židlochovický okres. Rovněž podporoval rodiny vězněných. Dne 13. dubna 1942 byl povolán k výslechu na brněnské gestapo, ze kterého se již nevrátil. Byl vězněn v brněnských Kounicových kolejích, stanným soudem dne 21. června 1942 odsouzen k trestu smrti a týž den v Kounicových kolejích zastřelen.

## Publikační činnost
František Boleloucký publikoval odborné statě a překlady z němčiny zaměřené převážně na zemědělství jižní Moravy. Řídil časopis Jižní Morava a poté Lambl pojmenovaný po vysokoškolském profesorovi Janu Baptistovi Lamblovi určený pro zemědělské pedagogy. Byl autorem i beletristických děl a to venkovské novely kritizující komunistické ideje Komunistický stát, historického románu Rektor Samuel a humoresek Moravské město.

## Posmrtná ocenění
- Františku Bolelouckému byl in memoriam v roce 1946 udělen Československý válečný kříž 1939 (ve vlastnictví židlochovického gymnázia)[1]
- Františku Bolelouckému byl in memoriam udělen titul RTDr.
- Františku Bolelouckému byla v židlochovického gymnázia odhalena pamětní deska